# Nesvík
Nesvík este un oraș din Insulele Faroe.